# Ikakogi
Ikakogi – rodzaj płazów bezogonowych z rodziny szklenicowatych (Centrolenidae).

## Zasięg występowania
Rodzaj obejmuje gatunki występujące w wilgotnych lasach Sierra Nevada de Santa Marta, w departamentach Magdalena i Guajira w Kolumbii, na wysokości między 950 a 1790 m n.p.m.

## Systematyka

### Etymologia
Ikakogi: ludy Ika (lub Ijka) i Kogi, potomkowie Taironów, zamieszkujących Sierra Nevada de Santa Marta w Kolumbii.

### Podział systematyczny
Guayasamin i współpracownicy opisując w 2009 roku ten takson pozostawili go jako incertae sedis w Centrolenidae, nie będąc w stanie przypisać go do Centroleninae lub Hyalinobatrachinae. Pyron i Wiens w 2011 roku zaproponowali umieszczenie tego taksonu w Centroleninae. Castroviejo-Fisher i współpracownicy w 2014 roku zasugerowali, że ten rodzaj jest taksonem siostrzanym dla Hyalinobatrachinae + Centroleninae. Do rodzaju należą następujące gatunki:
- Ikakogi ispacue Rada, Dias, Peréz-González, Anganoy-Criollo, Rueda-Solano, Pinto-E., Mejía Quintero, Vargas-Salinas & Grant, 2019
- Ikakogi tayrona (Ruiz-Carranza & Lynch, 1991)